# Base Jean-Corbel
La base Jean-Corbel est une base de recherche scientifique française située à proximité de Ny-Ålesund, sur l'archipel du Svalbard. Elle doit son nom à l'explorateur Jean Corbel qui est à l'origine des recherches scientifiques françaises au Svalbard.
La base est gérée par l'Institut polaire français Paul-Émile-Victor, au sein de la station AWIPEV, collaboration franco-allemande pour la recherche en Arctique avec l'Institut Alfred-Wegener. Simple bâtiment de tôle et tentes à sa création en 1956, la base dispose aujourd'hui d'eau chaude, d'électricité de sources renouvelables, d'une connexion à Internet haut débit et peut accueillir jusqu'à 8 personnes été comme hiver.
La situation de la base, dans un emplacement relativement éloigné des sources potentielles de pollution anthropique, en fait une base privilégiée pour réaliser des mesures atmosphériques. Y sont également menées des recherches dans les domaines suivants : biologie, écologie, géologie, glaciologie, astrophysique et ornithologie.

## Géographie
La base Jean-Corbel (78° 54′ N 12° 07′ E) est située à environ 5 km au sud-est de Ny-Ålesund sur la péninsule de Brøgger, sur la rive sud du Kongsfjorden (fjord du Roi), dans l'île du Spitzberg, dans l'archipel du Svalbard (Norvège), à plus de 100 kilomètres au nord de Longyearbyen, la capitale administrative de l’archipel.